# バラライカ (月島きらりの曲)
「バラライカ」は、月島きらり starring 久住小春 (モーニング娘。)の2枚目のシングル。2006年10月25日にアップフロントワークス（zetimaレーベル）から発売された。

## 概要
初回限定盤にはスーパーコラボミルフィーカードが、通常盤の初回仕様にはスペシャルステッカーが封入されている。
「バラライカ」は、2006年10月からのテレビアニメ『きらりん☆レボリューション』の2代目オープニングテーマ（第27話 - 第51話）である。作曲は迫茂樹。
「水色メロディ」は、『きらりん☆レボリューション』のエンディングテーマ。
なお、曲名のバラライカとは、ロシアの弦楽器の1つ。プロモーションビデオからは、ロシア風を思わせる演出が端々に見られる。一例としてコサックダンスを思わせる楽曲の進行と振り付けがあり、バレエを思わせる衣装や、サーカスやピエロが用いられている。

## 収録曲
1. バラライカ
（作詞：BULGE　作曲・編曲：迫茂樹）
2. 水色メロディ
（作詞：古屋真　作曲：黒須克彦　編曲：加藤大祐）
3. バラライカ (Instrumental)
（作詞：BULGE　作曲・編曲：迫茂樹）

## 参加ミュージシャン
- 高尾直樹 - コーラス(1)
- すやまちえこ - コーラス(1)
- ninita - コーラス(1)
- 迫茂樹 - その他全楽器(1)
- mao - コーラス(2)
- 加藤大祐 - ギター(2)、その他全楽器(2)

## カバー
- Happy Around! - アルバム『D4DJ Groovy Mix カバートラックス vol.4』（2022年4月27日発売）に収録。